# Sân bay Campbeltown
Sân bay Campbeltown (tiếng Gael Scotland: Port-adhair Cheann Loch Chille Chiarain) (IATA: CAL, ICAO: EGEC) (nằm ở Machrihanish, 3 hải lý (5,6 km; 3,5 mi) về phía tây Campbeltown, gần mũi bán đảo Kintyre trong Argyll và Bute trên bờ biển phía tây của Scotland. Sân bay được trước đây gọi là Căn cứ không quân hoàng gia Machrihanish (theo làng Machrihanish), sân bay là có căn cứ  Không quân Hoàng gia và lực lượng không quân khác của NATO cũng như Hoa Kỳ Thủy quân lục chiến. Các sân bay là một điểm chiến lược gần Biển Ireland, và được sử dụng để bảo vệ lối vào Firth của Clyde nơi các tàu ngầm hạt nhân đóng ở Holy Loch và nơi tàu ngầm tên lửa Hải quân Hoàng gia Trident vẫn đóng căn cứ ở Clyde (căn cứ hải quân HMNB Faslane).
Hải quân Hoa Kỳ đưa sân bay trở lại MoD vào ngày 30 tháng 6 năm 1995, đánh dấu sự kết thúc hoạt động của nó như là một cơ sở của NATO kể từ năm 1960. Các căn cứ không quân đã được bán cho Machrihanish Airbase Community Company (MACC tháng 5 năm 2012, và hai phần ba đường băng được cho thuê đối với  Highlands and Islands Airports cho sân bay Campbeltown.
Với chiều dai 3.049 m (10.003 foot), đường băng gốc 11/29 tại sân bay Campbeltown là đường băng dài nhất của bất kỳ sân bay nào ở Scotland. Nó được xây dựng từ năm 1960 và 1962 như một phần của tái thiết lớn cho vai trò của sân bay trong NATO.
Campbeltown Aerodrome có CAA Giấy phép thông thường (Số P808) cho phép các chuyến bay để vận chuyển hành khách công cộng hoặc cho bay hướng dẫn theo uỷ quyền của người được cấp phép (Highlands & Islands Airports Limited)

## Hãng hàng không và tuyến bay
| Hãng hàng không             | Các điểm đến                                  |
| --------------------------- | --------------------------------------------- |
| Flybe vận hành bởi Loganair | Glasgow(PSO) (ngừng ngày 31 tháng 8 năm 2017) |
| Loganair                    | Glasgow(PSO) (từ ngày 1 tháng 9 năm 2017)     |